# Crossings
Crossings je deseti studijski album ameriškega jazzovskega pianista Herbieja Hancocka, ki je leta 1972 izšel pri založbi Warner Bros. Records.

## Ozadje
To je Hancockov drugi album, pri katerem je eksperimentiral z elektronsko glasbo. To je tudi prvi album, pri katerem je sodeloval novi član zasedbe, igralec sintetizatorja, Patrick Gleeson. Gleeson je moral »nastaviti svoj sintetizator Moog, da bi Hancock igral nanj.« Hancock je bil nad Gleesonom tako navdušen, da je Gleesona »vprašal ne le, če bi pri albumu pomagal z nasnemavanjem, ampak tudi, če bi se pridružil zasedbi.« .
Crossings je skupaj z albumoma Fat Albert Rotunda in Mwandishi ponovno izšel v enem setu pod imenom Mwandishi: The Complete Warner Bros. Recordings leta 1994 in leta 2014 pod imenom The Warner Bros. Years (1969-1972).

## Seznam skladb
| Št.             | Naslov           | Pisec           | Dolžina |
| --------------- | ---------------- | --------------- | ------- |
| 1.              | „Sleeping Giant‟ | Herbie Hancock  | 24:50   |
| 2.              | „Quasar‟         | Bennie Maupin   | 7:27    |
| 3.              | „Water Torture‟  | Maupin          | 14:04   |
| Skupna dolžina: | Skupna dolžina:  | Skupna dolžina: | 46:21   |

## Glasbeniki
- Herbie Hancock – klavir, električni klavir, melotron, tolkala
- Eddie Henderson – trobenta, krilnica, tolkala
- Bennie Maupin – sopran saksofon, alt flavta, bas klarinet, pikolo, tolkala
- Julian Priester – tenor pozavna, alt pozavna, bas, tolkala
- Buster Williams – bas kitara, kontrabas, tolkala
- Billy Hart – bobni, tolkala
- Patrick Gleeson – Moog synthesizer

Gostje
- Victor Pantoja – konge
- Candy Love, Sandra Stevens, Della Horne, Victoria Domagalski, Scott Breach – vokali